# Український час
Украї́нський ча́с  — незалежний громадсько-політичний, згодом  — політологічний журнал, що виходив 1989 —1998 роках. Засновниками журналу були Григорій Приходько і Федір Клименко.

## Мотив заснування журналу
До осені 1988 року в Україні не було жодного опозиційного до радянської влади теоретичного видання. Журнал «Український вісник» на той час вже припинив вихід. А разом з тим, наростали громадські рухи, і їм потрібен був аналіз політичних процесів та дискусії щодо мети рухів та способів діяльності. Проблема загострювалась тим, що частина українських дисидентів утворила Українську Гельсінську спілку, яка проголосила своєю метою перетворення СРСР на конфедерацію.
Програмний документ УГС не був обговорений в суспільстві, а для тих дисидентів, які на час оприлюднення Декларації принципів УГС на мітингу 7 липня 1988 року, були в ув'язненні, цей документ став негаданим. Конфедерація СРСР як мета боротьби недавніх політв'язнів викликала підозру, що вони або зреклись незалежності нації як мети своєї тривалої і жертовної боротьби, або в їхньому вчинкові є якась таємниця. Але, попри різні припущення, відвертої розмови між лідерами УГС та їхніми опонентами з числа недавніх політв'язнів не сталося.
УГС набирала популярності, щоправда, не завдяки своїй Декларації, а тільки завдяки високому авторитетові лідерів спілки. Разом з цим ширилась автономістська ідея. Це створювало загрозу того, що націоналістичний рух, який неодмінно домагався державної незалежності нації, буде заглушений.
Виходячи з таких міркувань, Григорій Приходько і Федір Клименко домовились восени 1988 року готувати журнал. Зміст його мав бути націоналістичним і альтернативним до конфедератів.

## Історія журналу
Перший випуск журналу здійснений в лютому 1989 року. Склад редколегії не був оголошений, значилось лише ім'я відповідального за випуск. Ним був Григорій Приходько. В другому випуску, який вийшов в квітні 1989 року був оприлюднений склад редколегії: Григорій Приходько  — редактор часопису; Андріяна Дячишин  — редактор літературно-мистецького додатку; Федір Клименко  — редактор випуску; Іван Макар  — голова дискусійного клубу.
Випуски з першого по сьомий включно виходили нелегально (самвидав). Другий випуск був надрукований на машинці, а потім шляхом копіювання розмножений накладом 1000 примірників. Випуск шостий був нелегально надрукований в типографії в місті Рига накладом 2000 примірників. Решта нелегальних випусків були надруковані на машинці накладом 20-30 примірників Його друкували самі засновники: Приходько  — у Львові. Клименко  — в Дніпропетровську. Популярність журналу і його ефективність були забезпечені тим, що журнал розповсюджували серед членів УГС. Дописувачами, які визначали націоналістичний напрям журналу в цей час були: Василь Барладяну, Григорій Гребенюк, Ігор Кічак, Іван Макар, Григорій Приходько, Петро Рубан, Василь Січко, Федір Клименко.
Зусиллями авторів статей була спростована ідея конфедерації СРСР та доведена безальтернативність державної незалежності для долі нації. Дописувачами і членами редакції був закладений ґрунт для націоналістичної альтернативи. З червня 1989 року члени редакції взяли участь в підготовці до створення УНП.
Спонсорами журналу на нелегальному етапі були: Богдан Чик і Петро Рубан.
З випуску 8 і до останнього  —17-го журнал виходив легально. З 10-го випуску (1992 рік) була утворена Редакційна рада журналу в складі: Борис Буйвол (Львів)  — голова ради; Андрій Домбровський (Київ), Броніслав Здравко (Львів), Вікторія Корж (Одеса), Людмила Леутська (Харків), Петро Мисловський (Львів), Іван Пахольчук (Умань), Володимир Ятченко (Дніпродзержинськ).
Борисові Буйволу належить ідея залучення до журналу значного числа науковців з усієї України. З його ініціативи і з метою дискусії журнал організовував науково-практичні конференції. Буйволу належить і ідея залучення спонсорів, оскільки було прийнято рішення про безоплатне розповсюдження журналу. Буйвол ініціював і запрошення професорові Ярославу Дашкевичу стати науковим консультантом журналу.
19 — 20 травня 1992 року в Києві, з ініціативи журналу та громадсько-політичного об'єднання інтелектуалів «Громадянська ініціатива», пройшла науково-практична конференція на тему «Політична, економічна і соціальна стратегія України: сучасний етап і перспективи розвитку». Працювали секції: політична, економічна, соціальна. Було зачитано 28 доповідей. За результатами конференції були прийняті: Загальна ухвала, Про патернальну функцію національної держави, Про Академію Наук, а також Звернення до Президента України.
За рекомендацією київської конференції травня 1992 року, 5 —6 лютого 1993 року у Львові пройшла науково-практична конференція «Влада і власність в Україні: сучасні проблеми та пошуки рішень». Ініціаторами конференції були: журнал «Український час», Ліга «Громадянська ініціатива» і факультет міжнародних стосунків та економічного факультету Львівського державного університету ім. Івана Франка. На конференції виступили 49 осіб. Конференція прийняла Загальну резолюцію і резолюцію про антикризовий режим влади.
З випуску 11-го в журналі з'явилася спонсорська сторінка, на якій редакція і редакційна рада відзначали подяками осіб, які допомагали журналу коштами та організаційними діями: Маркіян Мальський, Анатолій Мацнєв, Юрій Восковнюк, Володимир Мельник, Володимир Верхола, Андрій Герасимчук, Аркадій Місуно, Чепелєв В. У., Раїса Шинкаренко, Ганна Матвеєва, Богдан Чик, Валерій Жданов, Юрій Волошин, Павло Приставський, Мирослав Тарнавський, Іван Пахольчук, Євген Чернишов, Ігор Чик, Ірина Чик, Орест Салюк, Юрій Шишка, Роман Сидорович, Тарас Кравченко.
Легальному журналові допомагали також: Кафедра політології Дніпропетровського гірничого інституту, Науково-дослідний центр Львівського сільськогосподарського інституту, Одеський електротехнічний інститут зв'язку, Тернопільський інститут народного господарства, Київський торговельно-економічний інститут.
Найкрупнішими спонсорами легального журналу були: Богдан Чик, Анатолій Мацнєв, Юрій Восковнюк.

## Супутні видання
Паралельно з підготовкою і виданням журналу, після утворення УНП, окремі члени редакції журналу видавали супутні видання.
Андріяна Дячишин видала два випуски мистецько-літературного додатка до журналу. Вона ж видала три випуски партійної газети «Вісник Української Національної партії».
Богдан Чик протягом 1990 і 1991 років видав п'ять випусків «Інформаційного бюлетеня» УНП, в яких друкував партійні документи та статті Василя Барладяну, Ярослава Дашкевича, Мирослава Падовського, Григорія Приходька, Марії Погорілець, Петра Рубана. В той самий час він зробив два випуски «Документи», в яких подав Програму УНП, Стратегію УНП і Статут УНП. Перший випуск «Бюлетеня» 1990 року містить документи, що прийняті Другим надзвичайним збором УНП. Другий випуск 1991 року містить ті ж документи, але зі змінами, що внесені Третім збором УНП. Окремими виданнями він видав «Стратегія Української національної партії», «Маніфест Української національної партії» та витяг із проекту нової програми УНП.